# Йохан Казимир (Пфалц-Зимерн)
Вижте пояснителната страница за други личности с името Йохан Казимир.
Йохан Казимир фон Пфалц-Зимерн (на немски: Johann Kasimir, Johann Casimir, von Pfalz-Simmern; * 7 март 1543, Зимерн; † 6/16 януари 1592, Хайделберг) от фамилията Вителсбахи, е от 1559 г. пфалцграф на Пфалц-Лаутерн и от 1583 до 1592 г. администратор на Курпфалц.

## Живот
Той е третият син на курфюрст Фридрих III фон Пфалц (1515 – 1576) и Мария фон Бранденбург-Кулмбах (1519 – 1567), дъщеря на маркграф Казимир фон Кулмбах.
Йохан Казимир получава образованието си в дворовете на Париж и Нанси. През 1567 г. той отива с войската си да помага на френските хугеноти.
През 1570 се жени за Елизабет Саксонска (* 18 октомври 1552, † 2 април 1590), дъщеря на курфюрст Август от Саксония и принцеса Анна от Дания.
През 1578 г. Йохан Казимир основава в Нойщат на Хаардт, днес Нойщат ан дер Вайнщрасе, висшо училище, назовано на него Casimirianum. През 1589 г. той арестува съпругата си с обвинението за изневяра и планове за неговото убийство.
- Принцеса Елизабет Саксонска
- Casimirianum Нойщат, основан от Йохан Казимир

## Деца
Йохан Казимир и Елизабет Саксонска имат три дъщери:
- Мари (1576 – 1577)
- Елизабет (1578 – 1580)
- Доротея (1581 – 1631), омъжена за Йохан Георг I от Анхалт-Десау.